# Beltrami County
Beltrami County is een county in de Amerikaanse staat Minnesota.
De county heeft een landoppervlakte van 6.489 km² en telt 39.650 inwoners (volkstelling 2000). De hoofdplaats is Bemidji.
Centraal in de county ligt een groot meer genaamd Red Lake. Er zijn daarnaast vele tientallen kleinere meren, waaronder Tenmile Lake.

## Bevolkingsontwikkeling

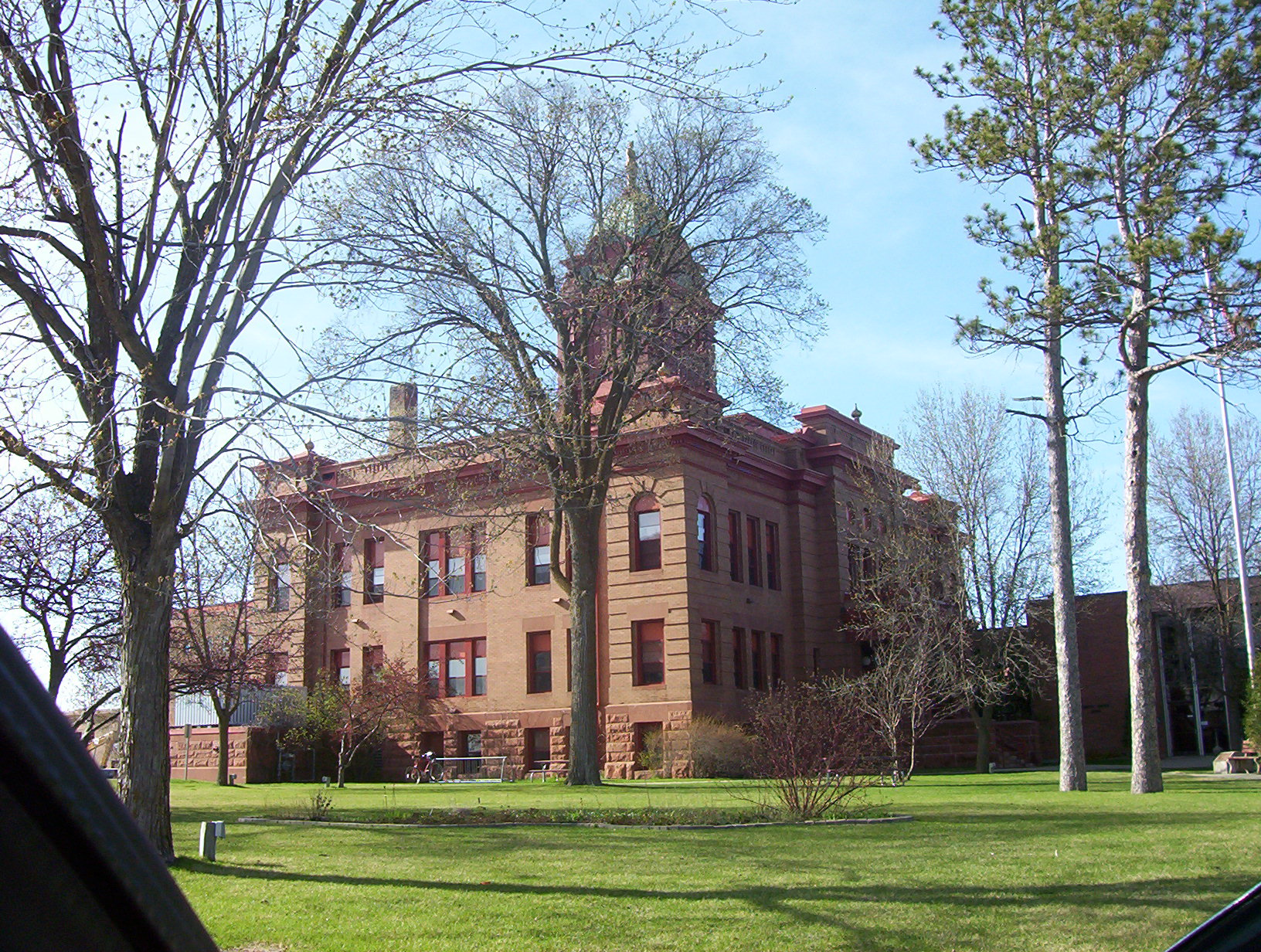
Beltrami County Courthouse